# Foligno Calcio 2008-2009
Questa pagina raccoglie le informazioni riguardanti il Foligno Calcio nelle competizioni ufficiali della stagione 2008-2009.

## Rosa
| N. |                   | Ruolo | Calciatore               |
| -- | ----------------- | ----- | ------------------------ |
|    | Italia (bandiera) | A     | Francesco Paolo Aldragna |
|    | Italia (bandiera) | D     | Ivano Baldanzeddu        |
|    | Italia (bandiera) | D     | Luca Bisello Ragno       |
|    | Italia (bandiera) | C     | Alessandro Borgese       |
|    | Italia (bandiera) | D     | Fabio Buscaroli          |
|    | Italia (bandiera) | A     | Alessio Cardarelli       |
|    | Italia (bandiera) | A     | Christian Cesaretti      |
|    | Italia (bandiera) | A     | Giovanni Cipolla         |
|    | Italia (bandiera) | P     | Francesco Conti          |
|    | Italia (bandiera) | C     | Matteo Coresi            |
|    | Italia (bandiera) | C     | Enrico Cotza             |
|    | Italia (bandiera) | D     | Mattia De Stefano        |
|    | Italia (bandiera) | C     | Luca Fiuzzi              |

| N. |                      | Ruolo | Calciatore            |
| -- | -------------------- | ----- | --------------------- |
|    | Italia (bandiera)    | D     | Daniele Gregori       |
|    | Italia (bandiera)    | D     | Paolo Guastalvino     |
|    | Italia (bandiera)    | A     | Pasquale Iadaresta    |
|    | Italia (bandiera)    | D     | Rinaldo Lispi         |
|    | Italia (bandiera)    | C     | Matteo Mandorlini     |
|    | Brasile (bandiera)   | A     | Marcos Ariel de Paula |
|    | Italia (bandiera)    | D     | Giacomo Pencelli      |
|    | Italia (bandiera)    | C     | Filippo Petterini     |
|    | Italia (bandiera)    | P     | Francesco Ripa        |
|    | Brasile (bandiera)   | C     | Riberio Rafael Sciani |
|    | Italia (bandiera)    | C     | Francesco Signori     |
|    | Argentina (bandiera) | A     | Juan Turchi           |